# Aris Enkelmann
Aris Enkelmann (ur. 29 kwietnia 1964 we Frankfurcie nad Odrą) – niemiecki florecista reprezentujący NRD, brązowy medalista mistrzostw świata.
Podczas mistrzostw świata w Sofii w 1986 roku reprezentanci NRD w składzie: Jens Howe, Ingo Weißenborn, Udo Wagner, Adrian Germanus i Aris Enkelmann zdobyli brązowy medal w zawodach drużynowych. Był to jedyny medal wywalczony przez Enkelmanna w zawodach tego cyklu.
Na igrzyskach olimpijskich w Seulu w 1988 roku, był czwarty we florecie drużynowym, a w turnieju indywidualnym zajął jedenaste miejsce.
Po zakończeniu kariery został trenerem.